# 閉色新
閉色新（？年—？年），交阯承宣布政使司諒山府廣源州人，土官知州，宣德三年五月二十三日，黎利迫脇其歸附，閉色新父子遣人求援，朱瞻基懦弱膽怯，不敢援助，其所轄地遂陷落；宣德三年十二月二十八日，閉色新父子來歸；正統三年安置湖廣德安府，正統四年任隨州知州，與流官同治州事，許世襲土知州，相傳者四世，至成化間土官始不得請襲。